# Warth-Weiningen
Warth-Weiningen é uma comuna da Suíça, no Cantão Turgóvia, com cerca de 1.205 habitantes. Estende-se por uma área de 8,21 km², de densidade populacional de 147 hab/km². Confina com as seguintes comunas: Felben-Wellhausen, Frauenfeld, Herdern, Hüttwilen, Pfyn, Uesslingen-Buch.
A língua oficial nesta comuna é o Alemão.